# Komisja Nadzoru Finansowego
Komisja Nadzoru Finansowego (KNF) – organ właściwy do sprawowania nadzoru nad instytucjami krajowymi w rozumieniu przepisów UE. Powołany na mocy ustawy z dnia 21 lipca 2006 o nadzorze nad rynkiem finansowym. Przejęła zadania zniesionej Komisji Papierów Wartościowych i Giełd, Komisji Nadzoru Ubezpieczeń i Funduszy Emerytalnych oraz Komisji Nadzoru Bankowego. KNF nie jest centralnym organem administracji rządowej, bowiem ustawa nie wskazuje na taką pozycję tego organu.
Komisja i Przewodniczący Komisji wykonują swoje zadania przy pomocy Urzędu Komisji Nadzoru Finansowego (UKNF). Pracami UKNF kieruje Przewodniczący KNF i jego trzej zastępcy.
Siedziba KNF i UKNF znajduje się przy ul. Pięknej 20.
Nadzór nad działalnością Komisji sprawuje Prezes Rady Ministrów.

## Zadania Komisji
- Sprawowanie nadzoru nad sektorem bankowym, rynkiem kapitałowym, ubezpieczeniowym, emerytalnym, nadzór nad instytucjami płatniczymi i biurami usług płatniczych, instytucjami pieniądza elektronicznego oraz nad sektorem kas spółdzielczych
- Podejmowanie działań służących prawidłowemu funkcjonowaniu rynku finansowego, ubezpieczeniowego i emerytalnego
- Podejmowanie działań mających na celu rozwój rynku finansowego i jego konkurencyjności
- Podejmowanie działań edukacyjnych i informacyjnych w zakresie funkcjonowania rynku finansowego
- Udział w przygotowywaniu projektów aktów prawnych w zakresie nadzoru nad rynkiem finansowym, ubezpieczeniowym i emerytalnym
- Stwarzanie możliwości polubownego i pojednawczego rozstrzygania sporów między uczestnikami rynku finansowego, w szczególności sporów wynikających ze stosunków umownych między podmiotami podlegającymi nadzorowi Komisji a odbiorcami usług świadczonych przez te podmioty

## Zakres nadzoru
Komisja Nadzoru Finansowego sprawuje nadzór w następującym zakresie:
- nadzór bankowy, sprawowany zgodnie z przepisami:
  - ustawy – Prawo bankowe[6],
  - ustawy o Narodowym Banku Polskim[7]
  - ustawy o funkcjonowaniu banków spółdzielczych, ich zrzeszaniu się i bankach zrzeszających[8];
- nadzór emerytalny, sprawowany zgodnie z przepisami:
  - ustawy o organizacji i funkcjonowaniu funduszy emerytalnych[9],
  - ustawy o pracowniczych programach emerytalnych[10],
  - ustawy o indywidualnych kontach emerytalnych oraz indywidualnych kontach zabezpieczenia emerytalnego[11]
  - ustawy o nadzorze ubezpieczeniowym i emerytalnym[12];
- nadzór ubezpieczeniowy, sprawowany zgodnie z przepisami:
  - ustawy o działalności ubezpieczeniowej i reasekuracyjnej[13],
  - ustawy o dystrybucji ubezpieczeń[14],
  - ustawy o dopłatach do ubezpieczeń upraw rolnych i zwierząt gospodarskich[15],
  - ustawy o ubezpieczeniach obowiązkowych, Ubezpieczeniowym Funduszu Gwarancyjnym i Polskim Biurze Ubezpieczycieli Komunikacyjnych[16],
- nadzór nad rynkiem kapitałowym, sprawowany zgodnie z przepisami:
  - ustawy z dnia 29 lipca 2005 r. o obrocie instrumentami finansowymi (Dz.U. z 2022 r. poz. 1500),
  - ustawy z dnia 29 lipca 2005 r. o ofercie publicznej i warunkach wprowadzania instrumentów finansowych do zorganizowanego systemu obrotu oraz o spółkach publicznych (Dz.U. z 2021 r. poz. 1983),
  - ustawy z dnia 27 maja 2004 r. o funduszach inwestycyjnych i zarządzaniu alternatywnymi funduszami inwestycyjnymi (Dz.U. z 2023 r. poz. 681),
  - ustawy z dnia 26 października 2000 r. o giełdach towarowych (Dz.U. z 2025 r. poz. 1119),
  - ustawy o nadzorze nad rynkiem kapitałowym[17],
- nadzór nad instytucjami płatniczymi i biurami usług płatniczych (a także instytucjami pieniądza elektronicznego), sprawowany zgodnie z przepisami:
  - ustawy o usługach płatniczych[18],
- nadzór uzupełniający, sprawowany zgodnie z przepisami:
  - ustawy o nadzorze uzupełniającym nad instytucjami kredytowymi, zakładami ubezpieczeń i firmami inwestycyjnymi wchodzącymi w skład konglomeratu finansowego[19],
- nadzór nad sektorem kas spółdzielczych, sprawowany zgodnie z przepisami:
  - ustawy z dnia 21 lipca 2006 r. o nadzorze nad rynkiem finansowym (Dz.U. z 2025 r. poz. 640),
  - ustawy z dnia 5 listopada 2009 r. o spółdzielczych kasach oszczędnościowo-kredytowych (Dz.U. z 2025 r. poz. 379),
  - ustawy z dnia 19 kwietnia 2013 r. o zmianie ustawy o spółdzielczych kasach oszczędnościowo-kredytowych oraz niektórych innych ustaw (Dz.U. z 2013 r. poz. 613).

Komisja Nadzoru Finansowego nie obejmuje swoim nadzorem Zakładu Ubezpieczeń Społecznych, Kasy Rolniczego Ubezpieczenia Społecznego, Bankowego Funduszu Gwarancyjnego, Ubezpieczeniowego Funduszu Gwarancyjnego oraz ubezpieczenia zdrowotnego w Narodowym Funduszu Zdrowia. Podlegają one nadzorom właściwych ministrów. 
Przy KNF działa również Sąd Polubowny.

## Skład Komisji

### Przewodniczący i zastępcy przewodniczącego
W skład Komisji wchodzą: przewodniczący, trzech zastępców przewodniczącego i dziewięciu członków. Przewodniczącego Komisji powołuje prezes Rady Ministrów na pięcioletnią kadencję. Zastępców przewodniczącego powołuje i odwołuje prezes Rady Ministrów na wniosek przewodniczącego.

### Członkowie Komisji
Członkami Komisji są:
- Minister właściwy do spraw instytucji finansowych albo jego przedstawiciel,
- Minister właściwy do spraw gospodarki albo jego przedstawiciel,
- Minister właściwy do spraw zabezpieczenia społecznego albo jego przedstawiciel,
- Prezes Narodowego Banku Polskiego albo delegowany przez niego członek zarządu Narodowego Banku Polskiego,
- Przedstawiciel Prezydenta Rzeczypospolitej Polskiej,
- Przedstawiciel Prezesa Rady Ministrów,
- Przedstawiciel Bankowego Funduszu Gwarancyjnego (uczestniczy wyłącznie głosem doradczym),
- Przedstawiciel Prezesa Urządu Ochrony Konkurencji i Konsumentów (uczestniczy wyłącznie głosem doradczym),
- Przedstawiciel ministra – członka Rady Ministrów właściwego do spraw koordynowania działalności służb specjalnych, a jeżeli nie został wyznaczony – przedstawiciel Prezesa Rady Ministrów (uczestniczy wyłącznie głosem doradczym).

### Aktualny skład Komisji
- Jacek Jastrzębski – przewodniczący Komisji Nadzoru Finansowego od 23 listopada 2018
- Marcin Mikołajczyk – zastępca przewodniczącego Komisji Nadzoru Finansowego od 28 maja 2021
- Krystian Wiercioch – zastępca przewodniczącego Komisji Nadzoru Finansowego od 6 maja 2022
- Sebastian Skuza – zastępca przewodniczącego Komisji Nadzoru Finansowego od 8 grudnia 2023

Pozostali członkowie (z prawem głosu):
- Anna Matuszczak – przedstawiciel ministra rozwoju i technologii[21]
- Artur Soboń – członek zarządu Narodowego Banku Polskiego delegowany przez Prezesa Narodowego Banku Polskiego od listopada 2024[22][23]
- Wojciech Dyduch – przedstawiciel Prezydenta Rzeczypospolitej Polskiej od 30 października 2020[23]
- Jarosław Niezgoda – przedstawiciel ministra właściwego do spraw instytucji finansowych (Ministra Finansów) od stycznia 2023
- Marcin Wroński – przedstawiciel ministra właściwego do spraw zabezpieczenia społecznego (Ministra Rodziny, Pracy i Polityki Społecznej) od 29 grudnia 2023[24]
- Grzegorz Karpiński – przedstawiciel Prezesa Rady Ministrów od 29 marca 2024[25][23]

Pozostali członkowie (uczestniczą wyłącznie z głosem doradczym):
- Tomasz Chróstny – Prezes Urzędu Ochrony Konkurencji i Konsumentów od 27 stycznia 2020[23]
- Maciej Szczęsny – przedstawiciel Bankowego Funduszu Gwarancyjnego
- Radosław Kujawa – przedstawiciel ministra – członka Rady Ministrów właściwego do spraw koordynowania działalności służb specjalnych od 14 grudnia 2023[26]

### Byli członkowie KNF (chronologicznie)
Byli przewodniczący KNF
- Stanisław Kluza (2006–2011)
- Andrzej Jakubiak (2011–2016)
- Marek Chrzanowski (2016–2018)
- Marcin Pachucki (p.o. przewodniczącego, 2018)

Byli zastępcy przewodniczącego KNF
- Iwona Duda (2006–2007)[27]
- Marcin Gomoła (2006–2007)
- Artur Kluczny (2007–2009)
- Lesław Gajek (2008–2017)
- Wojciech Kwaśniak (2011–2017)
- Filip Świtała (2017)
- Marcin Pachucki (2017–2019)
- Andrzej Diakonow (2017–2019)
- Małgorzata Iwanicz-Drozdowska (2019)
- Dagmara Wieczorek-Bartczak (2019–2021)
- Rafał Mikusiński (2019–2023)

Byli przedstawiciele ministra właściwego do spraw instytucji finansowych
- Arkadiusz Huzarek (2006–2007)[27][28]
- Adam Pęzioł (2007–2008)[27][29]
- Piotr Piłat (styczeń–listopad 2008)[29]
- Dariusz Daniluk (2008–2011)[29][30]
- Maciej Grabowski (kwiecień–sierpień 2011)[30]
- Wiesław Szczuka (sierpień–wrzesień 2011)[30]
- Maciej Grabowski (2011–2012)[30][31]
- Ludwik Kotecki (2012–2015)[31][32]
- Piotr Piłat (sierpień–grudzień 2015)[32]
- Piotr Nowak (2015–2018)[32][33]
- Paweł Gruza (lipiec–sierpień 2018)[33]
- Marcin Obroniecki (2018–2019)[33][34]
- Małgorzata Palczewska (kwiecień–sierpień 2019)[34]
- Marian Banaś (sierpień 2019)[34]
- Mateusz Morawiecki (sierpień–wrzesień 2019)[34]
- Jerzy Kwieciński (wrzesień–listopad 2019)[34]
- Tadeusz Kościński (listopad–grudzień 2019)[34]
- Krzysztof Budzich (2019–2023)[34]

Byli przedstawiciele ministra właściwego do spraw zabezpieczenia społecznego
- Anna Kalata (2006–2007)[27]
- Lesław Gajek (sierpień 2007)[27]
- Agnieszka Chłoń-Domińczak (2007–2009)[27][35]
- Marek Bucior (2009–2011)[30][35]
- Czesława Ostrowska (2011–2012)[30][31]
- Jacek Męcina (2012–2015)[31][32]
- Mariusz Kubzdyl (wrzesień–grudzień 2015)[32]
- Eryk Kłossowski (2015–2016)[32][36]
- Radosław Domagalski-Łabędzki (luty–listopad 2016)[36]
- Jan Wojtyła (2016–2023)[36][24]

Byli przedstawiciele NBP
- Jerzy Pruski (2006–2007)[27]
- Krzysztof Rybiński (2007–2008)[27][29]
- Sławomir Skrzypek (luty–marzec 2008)[29]
- Piotr Wiesiołek (2008–2010)[29][37]
- Witold Koziński (2010–2014)[37][38]
- Piotr Wiesiołek (2014–2015)[38][32]
- Anna Trzecińska (2015–2016)[32][36]
- Jacek Bartkiewicz (luty–lipiec 2016)[36]
- Andrzej Kaźmierczak (2016–2020)[36][23]
- Paweł Szałamacha (2020-2024)

Byli przedstawiciele ministra właściwego do spraw gospodarki
- Armen Artwich (2016–2018)[33][36]
- Mariusz Haładyj (2018–2019)[33][34]
- Jan Pawelec (2019–2022)[34][39]
- Sebastian Potyralski (czerwiec–październik 2022)[39]
- Aneta Rożek (2022–2023)[39][40]
- Wacław Turek (2023-2024)
- Krzysztof Paszyk (2024)

Byli przedstawiciele Prezydenta RP
- Henryk Cioch (2006–2007)[27]
- Danuta Wawrzynkiewicz (2007–2010)[27][37]
- Jerzy Pruski (2010–2015)[37][32]
- Zdzisław Sokal (2015–2018)[32][33]
- Cezary Kochalski (2018–2019)[33][34]
- Robert Tomanek (styczeń–październik 2020)[23]

Byli przedstawiciele Bankowego Funduszu Gwarancyjnego
- Zdzisław Sokal (2018–2019)[33][34]
- Mirosław Panek (2019–2020)[34][23]

Byli przedstawiciele Prezesa Rady Ministrów
- Tadeusz Kościński (styczeń–listopad 2019)[34]
- Maciej Tomczak (2019–2024)[41]

Byli przedstawiciele Urzędu Ochrony Konkurencji i Konsumentów
- Marek Niechciał (2018–2020)[33][23]

Byli przedstawiciele ministra – członka Rady Ministrów właściwego do spraw koordynowania działalności służb specjalnych
- Maciej Wąsik (2018–2020)[33][23]
- Stanisław Żaryn (2020–2023)[23][26]

## Struktura Urzędu KNF[42]
Zgodnie ze zmienionym zarządzeniem Prezesa Rady Ministrów z dnia 4 lutego 2019, od 1 grudnia 2023 struktura organizacyjna Urzędu Komisji Nadzoru Finansowego przedstawia się następująco:
- Centrum Analiz Danych Nadzorczych
- Departament Administracji
- Departament Analiz Ekonomicznych
- Departament Audytu Wewnętrznego
- Departament Bankowości Komercyjnej
- Departament Bankowości Równoległej
- Departament Bankowości Spółdzielczej
- Departament Bezpieczeństwa i Ochrony Informacji
- Departament Compliance
- Departament Cyberbezpieczeństwa
- Departament Finansów
- Departament Firm Inwestycyjnych
- Departament Funduszy Inwestycyjnych i Funduszy Emerytalnych
- Departament Informatyki
- Departament Infrastruktury i Obrotu Giełdowego
- Departament Innowacji Finansowych FinTech
- Departament Inspekcji Bankowych
- Departament Inspekcji Ubezpieczeniowych
- Departament Instytucji Pożyczkowych;
- Departament Komunikacji Społecznej
- Departament Licencji Bankowych
- Departament Licencji Ubezpieczeniowych
- Departament Nadzoru nad Systemem Zarządzania i Dystrybucją Ubezpieczeń;
- Departament Nadzoru Ubezpieczeniowego
- Departament Postępowań Sankcyjnych
- Departament Prawny
- Departament Przeciwdziałania Praniu Pieniędzy
- Departament Rozwoju Regulacji
- Departament Spółek Publicznych
- Departament Spraw Karnych
- Departament Strategii i Efektywności Organizacyjnej
- Departament Współpracy Międzynarodowej
- Departament Zakupów
- Departament Zarządzania Zasobami Ludzkimi
- Gabinet Komisji
- Zespół Nadzoru nad Rynkiem Kryptoaktywów
- Zespół Nadzoru nad Rynkiem Wtórnym Nieobsługiwanych Kredytów.

## Budżet, zatrudnienie i wynagrodzenia
Wydatki i dochody Komisji Nadzoru Finansowego są realizowane w części 70 budżetu państwa. Zgodnie z art. 19 ustawy o nadzorze nad rynkiem finansowym wszystkie wydatki stanowiące koszty działalności Komisji są pokrywane z wpłat wnoszonych przez podmioty nadzorowane.
W 2017 wydatki w części 70 wyniosły 216,70 mln zł, a dochody 198,66 mln zł. Przeciętne zatrudnienie w przeliczeniu na pełne etaty wyniosło 920 osób, a średnie miesięczne wynagrodzenie brutto 10 538 zł.
W ustawie budżetowej na 2018 wydatki Komisji Nadzoru Finansowego zaplanowano w wysokości 245,11 mln zł, a dochody 255,15 mln zł.

## Kontrowersje
W 2007 roku została ujawniona przez podmiot Sovereign Capital S.A. afera dotycząca pobierania przez pracowników UKNF korzyści majątkowych od podmiotów nadzorowanych. W roku 2009 wyszło na jaw, iż ówczesny przewodniczący KNF – Stanisław Kluza posiadał akcje Domu Maklerskiego IDM. W owym czasie brał udział w ofertach publicznych przeprowadzanych przez ten podmiot oraz według doniesień prasowych zarobił 1200% na akcjach samego IDM. Dom Maklerski IDM wpadł w problemy finansowe niespełna rok po zakończeniu sprawowania funkcji przez Stanisława Kluzę. Fundusz Idea TFI (później zmienił nazwę na Inventum, spółka nie była powiązana z bankiem Idea), kontrolowany przez Dom Maklerski IDM, upadł w 2014 roku wywołując wieluset milionowe straty dla klientów.

### Afera KNF w 2018 r.
W listopadzie 2018 „Gazeta Wyborcza” ujawniła rozmowę przewodniczącego Komisji Marka Chrzanowskiego z Leszkiem Czarneckim, podczas której miała paść propozycja korupcyjna. Chrzanowski złożył rezygnację z zajmowanego stanowiska. Został zatrzymany przez funkcjonariuszy Centralnego Biura Antykorupcyjnego, a prokuratura postawiła mu zarzut przekroczenia uprawnień w celu osiągnięcia korzyści majątkowej przez inną osobę.